# 伍淑清
伍淑清，SBS，JP（1948年9月13日—），汉族，广东台山人，中华人民共和国第十二届全国政协委员。美心集團創辦人之一伍沾德長女，但目前在集團無擔任任何職位，亦無參與任何管理。现任中华青少年历史文化教育基金会执行主席，中華基金中學創校校監，世界贸易中心协会终身名誉理事。

## 背景
伍淑清是广东省台山市四九镇塘虾村人，早年於嘉諾撒聖心學校（8歲起，1960年小六英文部）及嘉諾撒聖心書院完成小學至中六預科學業。後來到美國加尼福利亞州阿姆斯特朗學院（現為Dharma College）進修工商管理課程，直至1970年返港發展事業。她回港後加入英資公司置地集團。1980年与父亲伍沾德创立中国内地首家合资企业北京航空食品有限公司，因创建的合资企业注册编号为“001”，故也被称为“001小姐”。后曾担任十一届全国政协常务委员、北京航空食品有限公司常务董事。2008年，当选第十一届全国政协常务委员，代表特邀香港人士，分入第五十二组。
2019年11月，伍淑清入圍中央電視台「感動中國2019年度人物評選」，是唯一香港候選人，央視評論她「嚴辭阻止亂港分子發起的學生罷課，成為亂港分子的眼中釘、肉中刺」。在2020年5月17日播出的颁奖晚会上，伍淑清当选感动中国年度人物。2020年1月，伍淑清在中國新聞社主辦的「2019全球華僑華人年度評選」中獲選為「2019全球華僑華人年度人物」，獲獎詞是「身體力行，愛國愛港」。
伍淑清持有「香港餐飲」0.33%股權，而 「香港餐飲」持有美心食品50%股權，故伍淑清間接持有0.17%美心股權。有陰謀論指，伍淑清威脅「踢罷課學生出校，炒罷課教職員」是因為不滿大房控制了美心，要與敵同死。

## 政治观点
她是名親北京，親中共人士，支持中國政府，反對並討厭反修例示威者。在反送中运动期间的2019年8月25日，中国中央电视台《新闻联播》播出了一条伍淑清接受央视记者采访的新闻，指出近期在香港不断发生的暴力事件严重损害香港的形象，打击香港的经济和民生，并告诫香港的年轻人，不要受到「外部势力的蛊惑」，参与违法活动。她表示年轻人“要开拓视野，真正了解自己所处的世界，发展自己的事业，做真正有意义的事情”。9月3日，小西灣中華基金中學學生及校友指，前校監伍淑清在罷課安排會議上，威脅將勒令參與罷課的學生退學及辭退參與的教職員。9月初，她接受《香港商报》采访时表示“希望运用香港这个国际化大都市的平台，帮助青年树立正确而全面的世界观，让香港年轻人认识到自己是中国人”。
9月10日，伍淑清聯同何超琼代表香港各界妇女联合协进会，受邀到联合国出席人权理事会第42届常规会议，并发表题为《香港的真实情况》的演讲。伍淑清和何超琼接受记者采访时表示“香港所發生的一切正深刻地影響著每一個家庭和社區。暴力示威者破壞了所有香港市民的和平生活，給香港的經濟和國際形象造成巨大的損害”。她又為港府修訂《逃犯條例》發聲，指修例初衷「用心良苦」，惟被示威者「騎劫」，認為一小撮示威者的意見，並不能代表750萬香港人，又指世界各地的警察均有使用催淚彈及橡膠子彈，並非香港獨有。伍淑清和何超琼的言論引來了此前在联合国人权理事会议发言的何韻詩不滿，怒斥其「兩個權貴」替「中共機器」到聯合國散播「假訊息」。
伍淑清在中央電視台《面對面》節目主持人董倩的專訪表示，她們是用「民間的方式」，向大家解釋香港現在發生的情況，而對於因此可能要面臨的尖銳問題，她早有準備。9月24日，美心集團發表聲明，表明伍淑清並沒有於公司擔任任何職位，亦無參與任何管理；公司感謝同事一直緊守崗位服務顧客，並非常關注他們在突發事件中受到的影響，已為前線同事提供緊急指引及協助。美心集團昐各方能解決分歧，社區早日如常運作。
2019年11月2日，接受《環球時報》專訪，指香港近期風波暴露出年輕人「長年忽視國民教育，很多都被社交媒體『洗腦』，成為反政府、反體制、反中國的人」，將是一個不容易解決的問題，她認為社會已經失去整整兩代年輕人，而她會放棄這些年輕人，不會再浪費時間去跟他們講甚麼，因為「他們的腦子已經不清楚自己應該做甚麼事情」。她還批評特區政府部分公務員，為了保持所謂「政治中立」而無所作為，更有甚者「認不清自己的身份」去參加反政府遊行，她認為，特區政府應反思處理危機的能力和經驗。伍淑清又說，香港近期風波暴露出的另一大問題，是青年人的思想狀況。她又相信，香港經濟的下行週期恐怕至少要持續三年。
2019年11月11日，伍淑清在观察者网发文，认为一些香港年轻人“没有改变思维，仍然保有殖民主义的思想”。她又指出，示威者高举美国国旗和英国国旗，“并不知道自己在做什么”，又比喻示威者“像‘僵尸’一样，用社交媒体做很多事情，但意识不到对他们未来的影响”。

## 言論影响
於香港中文大學2019－2020年度下學期通識課程《中國文化要義》的考試題目中，有題目不具名引用伍淑清及元朗襲擊事件當晚八鄉分區指揮官李漢民的言論，但題目並未要求考生評價二人言論孰是孰非，或須輔以現實事例佐證，只要求考生藉此剖析莊子的「逍遙」思想或韓非的「法治」思想。不過，民建聯立法會議員葛珮帆其後指控，該卷擬題不恰當，教育局「縱容」教師，又要求局方懲處該名中大導師。教育界立法會議員葉建源看過試卷，反指考題只是以有關人士的言論作為切入點，並非要求考生分析時事，而是評核考生對中國傳統思想的了解，認為屬哲學層面的思考。葉又批評葛去信教局施壓的做法影響院校學術自主。